# On Any Sunday
Pour plus de détails, voir Fiche technique et Distribution.
On Any Sunday (ou Challenge One) est un film documentaire américain de 1971 sur le sport moto réalisé par Bruce Brown. Il a été nommé pour l'Oscar du meilleur film documentaire en 1972,.

## Synopsis
Brown a tenté de montrer le talent particulier nécessaire pour les différentes formes de compétition moto. Par exemple, les pilotes de motocross étaient généralement des esprits libres, tandis que les pilotes de courses dans le désert étaient souvent solitaires. Dans les courses du Grand National Brown a filmé des personnalités très différentes, comme l'approche commerciale affichée par Mert Lawwill par rapport à celle plus insouciante de David Aldana.
Steve McQueen est également présent dans le film, aux côtés de Malcolm Smith et de nombreux autres pilotes de moto de la fin des années 1960 et du début des années 1970.
Beaucoup de marques de motos apparaissent dans le film comme Triumph, Montesa, Husqvarna, Harley Davidson, Honda, Yamaha, Suzuki, BSA, CZ, Bultaco ou Hodaka.

## Production
Le film fut en partie soutenu financièrement par McQueen  au travers de sa société Solar Productions, créditée dans les dernières secondes du film. Certains des plans les plus spectaculaires étaient des segments de ralenti en très gros plan des courses du Grand National. Filmant depuis des années les surfers, Brown était habitué à travailler avec des super téléobjectifs. Le budget ne permettant pas les dépenses liées aux caméras hautes vitesses, Brown improvisa en utilisant des batteries 24 volts sur des caméras à pellicule de 12 volts. Le résultat était une caméra haute vitesse de fortune. Brown a également utilisé une caméra casque sur certains pilotes, ce qui n'avait pas été largement tenté auparavant, la plupart des caméras étant argentiques à l'époque.

Concernant sa méthode de tournage, Brown déclara :
Parfois j'avais une scène en tête. Par exemple, je voulais filmer une course de motocross boueuse et montrer des pilotes avec de la boue partout. Il faut d'abord être sur une course de motocross quand il pleut, puis il faut trouver un bon endroit pour filmer. Nous avons essayé et essayé de filmer un pilote recouvert de boue. Nous avons finalement eu le plan, mais pendant un moment, il semblait que nous ne puissions jamais le faire.
À un moment donné, Brown a trouvé un endroit parfait pour une prise de vue au coucher du soleil sur la plage au Camp Pendleton.
J'ai pensé qu'il n'y aurait aucun moyen d'obtenir l'autorisation de filmer sur la base des Marines, se souvient Brown. Steve McQueen a dit qu'il verrait ce qu'il pourrait faire. Le lendemain il a appelé et on lui a dit de contacter un général et la fois suivante, vous savez, nous tournions les séquences sur la plage. C'était assez incroyable les portes qu'il a pu ouvrir.

## Réception critique
On Any Sunday est souvent considéré comme le meilleur et/ou le plus important documentaire sur la moto jamais réalisé. Roger Ebert dit de ce film qu'il « fait pour les courses de moto ce que The Endless Summer a fait pour le surf » louant le niveau artistique élevé du film dans la réalisation des impressionnantes images de courses de motos (qu'il dit difficiles à filmer). Il attribue également au film le mérite de ne pas déranger les téléspectateurs avec les détails techniques dans la façon dont le tournage a été fait.

## Impact
Lors de la séquence d'ouverture, des enfants sont filmés à bicyclettes, imitant des motards sur un chemin de terre. Il est probable que grâce à cette scène, On Any Sunday a popularisé le BMX à travers les États-Unis; auparavant, il n'avait été observé principalement qu'en Californie du Sud. Brown lui-même croyait également que le film changerait la perception du public, les «méchants» motards (comme dans L'Équipée sauvage ) devenant des héros populaires.
Malcolm Smith reconnaît que grâce à son apparition dans On Any Sunday il obtint une reconnaissance mondiale lui permettant de devenir un entrepreneur de premier plan dans le secteur de la moto tout-terrain.
Thierry Sabine a aussi créé en 1975 l'Enduro du Touquet après avoir vu le documentaire.

Plusieurs suites du film ont été réalisées :
- On Any Sunday II (1981), avec Bob Hannah et Larry Huffman
- On Any Sunday: Revisited (2000), par Dana Brown
- On Any Sunday: Motocross, Malcolm & More (2001), de Dana Brown
- On Any Sunday, The Next Chapter (2014), de Dana Brown